# Wasenkoepfel
Das Wasenkoepfel ist ein 526 m hoher Berg im Wasgau (französisch Vasgovie), ein Gebiet dessen französischer Teil dort auch als Nordvogesen bezeichnet wird, im Nordwesten von Oberbronn im Département Bas-Rhin.

## Tourismus
Das Wasenkoepfel liegt am französischen Weitwanderweg GR 53. Es wird auch von Oberbronn aus in einer Dreiviertelstunde auf dem Weg zur Ruine der Burg Groß-Arnsberg erreicht. Auf seinem Gipfel steht ein vom Vogesenclub im Jahr 1887 errichteter Aussichtsturm; die Aussicht wird durch Bäume allerdings beeinträchtigt.